# Irene Vorrink
Irene Vorrink (Den Haag, 7 januari 1918 – Zevenhuizen, 21 augustus 1996) was een Nederlands politica. Zij was minister en wethouder namens de Partij van de Arbeid (PvdA).

## Levensloop
Irene Vorrink was een dochter van SDAP- en AJC-voorman Koos Vorrink en Irene Hendrika Elisabeth Bergmeijer. Zij studeerde rechten tot 1943 en bekleedde diverse juridische functies, voordat zij in 1969 lid werd van de Eerste Kamer voor de PvdA. In 1947 beviel Irene Vorrink van Koos Zwart (1947-2014), die later in het radioprogramma In de Rooie Haan furore zou maken met zijn "beursberichten" (prijzen van softdrugs). De biologische vader van Zwart was de schrijver Halbo C. Kool, van wie Vorrink toen secretaresse en minnares was. Vorrink trouwde vanwege de maatschappelijke conventies in december 1946 met Joop Zwart. Ze scheidde in 1948 weer van hem.
In 1973 werd zij minister van Volksgezondheid en Milieuhygiëne in het kabinet-Den Uyl. Een heet hangijzer was de wetgeving inzake drugs, die zij in 1976, samen met minister van Justitie Van Agt, tot stand bracht. Nederland kent sindsdien het onderscheid tussen softdrugs en harddrugs.
Als minister hield Vorrink hield zich afzijdig van de Dennendalaffaire, die in Nederland in 1974 wijde publiciteit kreeg. De politieke afhandeling liet zij over aan haar staatssecretaris Jo Hendriks.
Zij werd ook bekend als de minister die de fluoridering van het drinkwater wettelijk wilde regelen, maar hierin moest zij bakzeil halen. De Tweede Kamer wilde er in meerderheid niet aan en ten slotte steunde alleen haar eigen partij haar voorstel nog. Nekslag voor het plan was de onjuiste informatie door de minister (vertrouwende op de ambtenaren) dat er een instrumentje aan de waterkraan kon worden gemonteerd dat de fluor weer uit het water filterde, zodat een bezwaarde via zo'n instrumentje weer ongefluorideerd water kon consumeren. Dit apparaatje bleek er nog niet te zijn, zo moest de minister later in de Kamer toegeven.
Van 1978 tot 1979 was Vorrink wethouder in de gemeente Amsterdam. In die tijd hingen grote groepen Surinaamse drugsverslaafden rond op de Kloveniersburgwal, en het leek Vorrink een goed idee die te spreiden over de oude wijken. In een aantal wijkbijeenkomsten werd de wethouder bedolven onder woedende reacties. Zij trad voortijdig af, om gezondheidsredenen, waarbij de politieke spanningen echter een rol speelden.
Na haar politieke loopbaan was Vorrink lid van de Sociale Verzekeringsraad en de Sociaal-Economische Raad (SER).

## Trivia
- Een deel van haar bibliotheek werd in mei 2015, na het overlijden van haar zoon, geveild bij Bubb Kuyper Veilingen; waaronder bijvoorbeeld het door Geerten Gossaert aan haar opgedragen exemplaar van Frank Gericke, Conservatieve gedichten (1927).[bron?]
- Volgens de overlevering stelde zij zich in Parijs aan Franse ministers voor met de woorden 'Je suis le ministre du milieu', wat voor de aangesprokenen zoveel betekende als 'ik ben de minister van de onderwereld'[5] (correct zou zijn geweest: 'ministre de l'environnement').
- In 1998 werd een windmolenpark langs de IJsselmeerdijk in Flevoland (ter hoogte van de Flevocentrale bij Lelystad) naar Irene Vorrink genoemd. Het park bestond uit 28 molens en was eigendom van Vattenfall.[6] Het park is in 2022 ontmanteld.

- Biografisch Portaal: 74047598
- International Standard Name Identifier: 0000 0003 9313 4106
- Nederlandse Thesaurus van Auteursnamen: 068549512
- Parlement.com: vg09llfz19z0
- Virtual International Authority File: 287365984
- WorldCat: E39PBJp6bTJc3dqCmhWpBjD6rq